# Мале Сракане

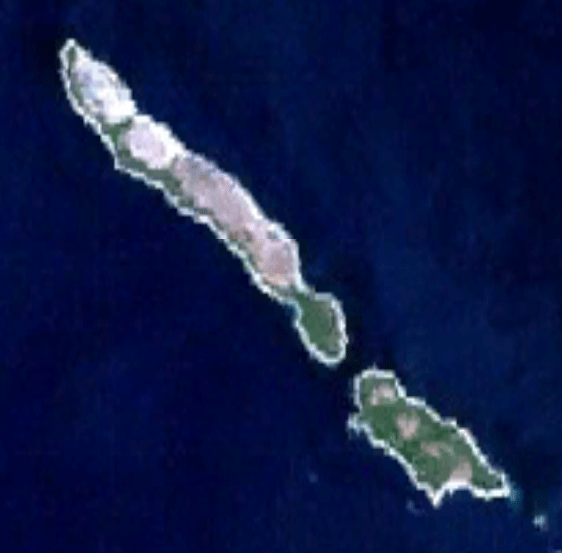
Веле і Мале Сракане, супутникові зображення

Мале Сракане (хорв. Male Srakane) — назва острова в хорватській частині Адріатичного моря, належить до Приморсько-Ґоранської жупанії .
Адміністративно належить місту Малі-Лошинь.

## Географія
Острів витягнутий з північного заходу на південний схід. Найпівденніша точка — мис Шіло.
За кілька сотень метрів на північний захід лежить острів Веле Сракане, відділений протокою Жапліч, а за 5 км в цьому ж напрямку — Уніє. На сході острів Лошинь відділяє Унійський канал, шириною близько 2 км.
За 5 км на південний захід розташований острів Сусак, а на заході — відкрите море.
Площа Мале Сракане становить 0,605 км². Довжина берегової лінії — 3,92 км. Найвища точка — 30 м.